# تشارلز جاي بيتس
تشارلز جاي بيتس (بالإنجليزية: Charles J. Bates) هو عالم أمريكي، ولد في 4 مايو 1930، وتوفي في 28 سبتمبر 2006.